# علم الفاتيكان

علم الفاتيكان

أعتمد علم الفاتيكان في 7 حزيران - يونيو من سنة 1929 بعد توقيع البابا بيوس الحادي عشر اتفاقية لاتران مع مملكة إيطاليا، والذي بموجبه تم تشكيل دولة مدينة الفاتيكان المستقلة والتي يحكمها قداسة البابا، شُكل العلم في أوائل الدولة البابوية.

## وصف العلم
يحوي العلم شريطين عموديين أصفر وأبيض، وفي الجزء الأبيض يحوي شعار الدولة الممثل بمفاتيح القديس بطرس المتصالبة وفوقه التاج البابوي. يعتبر علم الفاتيكان بالإضافة إلى علم سويسرا العلمين الوحيدين المربعي الشكل في أوروبا والعالم.

## الرموز
- التاج البابوي ذو الطبقات الثلاث حيث استعمل من قبل البابا بيوس الحادي عشر.
- المفاتيح تمثل مفاتيح الجنة (حسب المعتقدات الدينية المسيحية) والذي ذكرت في نص إنجيل متى حيث أعطى يسوع المسيح المفاتيح للقديس بطرس. استعمل هذا الشعار كاعتراف من قبل البابا بنجاح القديس بطرس بمهمته بنشر الدين المسيحي في جميع أنحاء القارة الأوروبية. المفاتيح موضوعة على العلم بلوني الفضة والذهب رمزاً للكرسي البابوي منذ القرن الثالث عشر الميلادي، حيث أن الذهب يرمز للقوة الروحية أما الفضة للقوة المادية.
- الحزام الأحمر يصل المفتاحين.
- ألوان العلم :الأبيض والأصفر يرمزان أيضا للمفاتيح، حيث الأبيض للفضة والأصفر للذهب.

## أعلام تاريخية

علم الفاتيكان عام 1808
علم الفاتيكان بين أعوام 1808-1870.